# Franska Sudan
Franska Sudan var en fransk koloni i Franska Västafrika från 1880 till 1902 och sedan från 1920 till 1960. Kolonin motsvarade den nuvarande staten Mali. Kolonin uppgick i Malifederationen strax före självständigheten, och bytte därefter namn till Mali, efter Maliriket.

## Kolonialtiden
Landet skapades som ett franskt territorium den 9 september 1880 under namnet Övre Senegal och den 18 augusti 1890 bytte det namn till Franska Sudanterritoriet. Den 10 oktober 1899 upplöstes större delen av Franska Sudan. 11 sydliga provinser hamnade i Franska Guinea, Elfenbenskusten och Dahomey.  1902 uppgick återstoden av franska Sudan i Senegambien och Niger, senare Övre Senegal och Niger, innan kolonin återskapades under sitt gamla namn 1920. På 1930-talet anslöts också Franska Övre Volta till Franska Sudan.

## Källa
- Franska Sudan i Nordisk familjebok (fjärde upplagan, 1951)